# يفيس تشاوفو
يفيس تشاوفو (بالفرنسية: Yves Chauveau)‏ (14 أكتوبر 1945 في بورغ-أون-بريس) لاعب كرة قدم فرنسي معتزل كان يجيد اللعب في مركز حارس مرمى . انضم ناشئا إلى نادي غرونوبل ثم انتقل إلى نادي ليون في سنة 1966 ثم إلى نادي موناكو سنة 1975 ثم إلى نادي ليون سنة 1978 ثم إلى نادي فيليفرانتش سنة 1982 وأخيرا قرر اعتزال كرة القدم في سنة 1984 . شارك مع منتخب فرنسا في مباراة دولية واحدة في سنة 1969 .

## روابط خارجية
- يفيس تشاوفو على موقع قاعدة بيانات كرة القدم.إي يو (الإنجليزية)
- يفيس تشاوفو على موقع ناشيونال فوتبول تيمز (الإنجليزية)
- يفيس تشاوفو على موقع عالم كرة القدم.نت (الإنجليزية)